# Florián de Remüs
Florián de Remüs (muerto en el 856 d. C.), también conocido como Florín, Florián de Coira, Florinus de Mazia y Florinus de Vinschgau (en latín: Florianus), es venerado como santo en la Iglesia católica, particularmente en las diócesis de Coira, Bolzano-Brixen, Vaduz, y en Renania.
Poco se sabe de su vida, ya que no existe una vita temprana. Florián pudo haber sido el hijo de un hombre anglosajón y una mujer judía, un converso al cristianismo, que se había establecido en Matsch (Mazia) en el valle de Val Venosta en su camino de regreso de una peregrinación a Roma.
Florián recibió su educación de un sacerdote en Engadina, donde también fue ordenado. Luego ejerció como sacerdote en Remüs (Ramosch). 
Se le atribuyen milagros, incluida la transformación del agua en vino. Después de su muerte, se dice que se han producido numerosos milagros en su tumba en la iglesia parroquial de Remüs.

## Veneración
Se le denomina confesor de la fe más que mártir. Después de su muerte, la popularidad de su culto aumentó y sus reliquias se distribuyeron en varios lugares, incluida la iglesia de San Florián en Coblenza (en el 950 d. C.) y también en Ratisbona. También se dedican a su figura la catedral de Vaduz y la iglesia parroquial de Matsch (Mazia). Se le representa en una vidriera de la catedral de Coira.

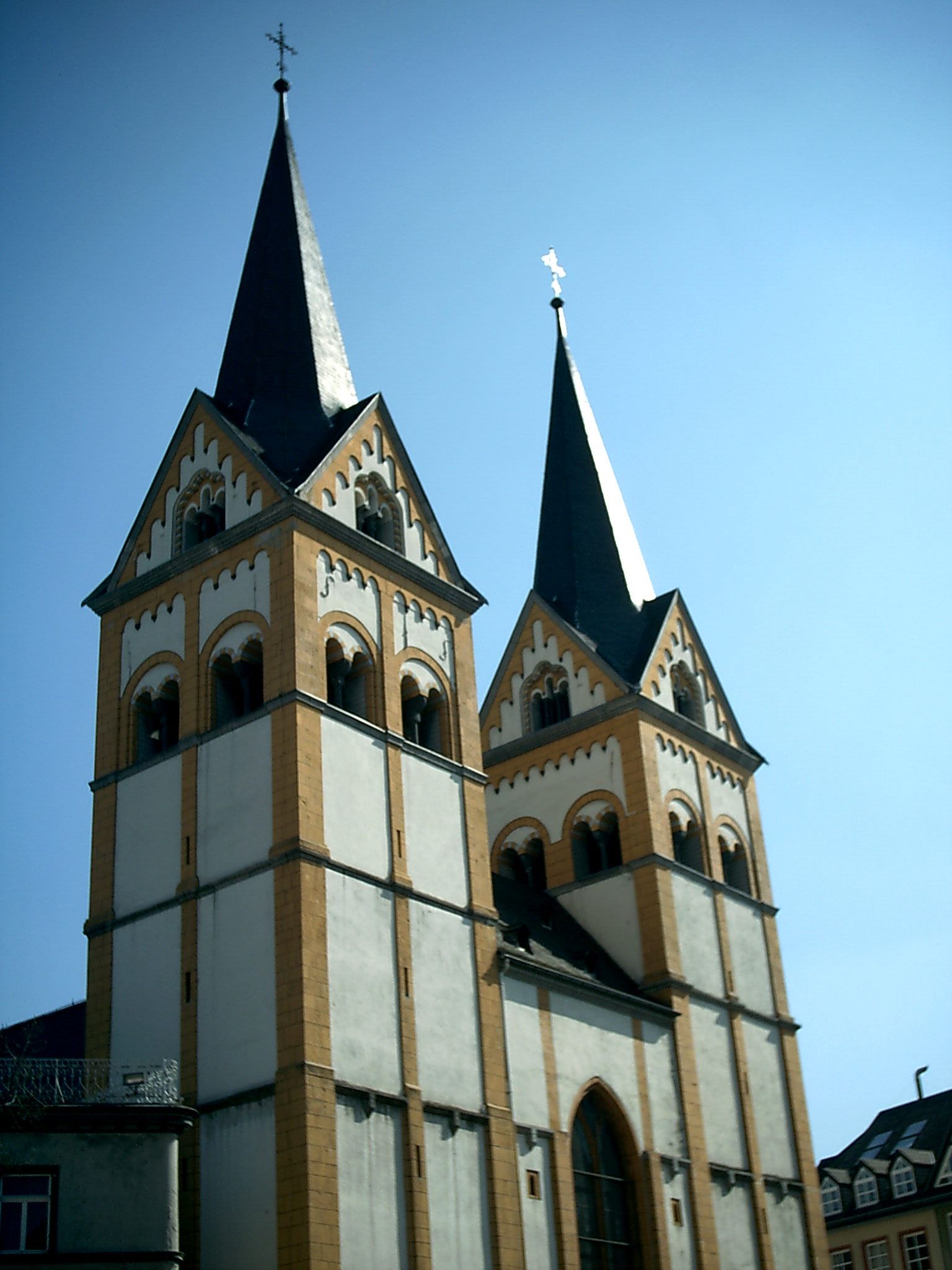
Iglesia de San Florián, Coblenza.
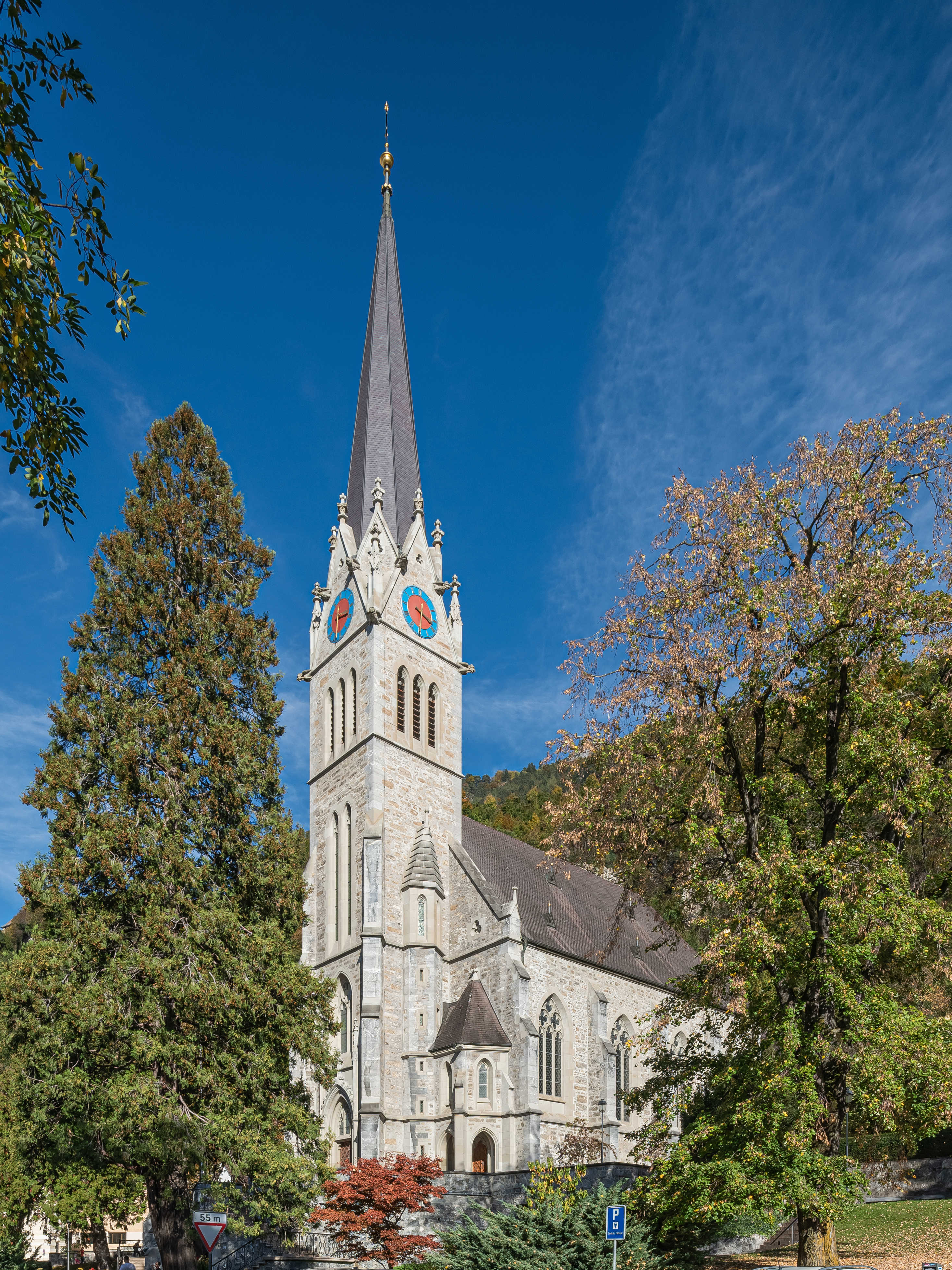
Catedral de San Florián, Vaduz.